# Daniel Igali
Daniel Igali (Eniwari, 3 de fevereiro de 1974) é um lutador de estilo-livre canadense de origem nigeriana, campeão olímpico.

## Carreira
Como capitão da equipe de luta livre nigeriana, Igali foi ao Canadá para competir nos Jogos da Commonwealth de 1994. Ele permaneceu no país enquanto buscava o status de refugiado devido à agitação política na Nigéria, adquirindo a cidadania em 1998. No Canadá, Igali venceu 116 lutas consecutivas na Universidade de Simon Fraser de 1997 a 1999. Ele ficou em quarto lugar no Campeonato Mundial de 1998 e terminou em segundo lugar na Copa do Mundo daquele ano. Nos Jogos Pan-Americanos de 1999, treinado por Nasir Lal, duas vezes olímpico do Afeganistão, conquistou a medalha de bronze. Já nos Jogos Olímpicos de Verão de 2000 em Sydney, ganhou a medalha de ouro na categoria de peso leva na luta livre.